# 鸿庆寺石窟
34°42′29″N 111°58′14″E / 34.70806°N 111.97056°E
鸿庆寺石窟位于中国河南省义马市东部14千米的石佛村，1963年被列为河南省文物保护单位，2001年被列为第五批全国重点文物保护单位。
鸿庆寺石窟坐西朝东，现存5个洞窟，共有佛龛46个，造像120余尊，均凿于北魏。